# Vega (namn)
För andra betydelser, se Vega.

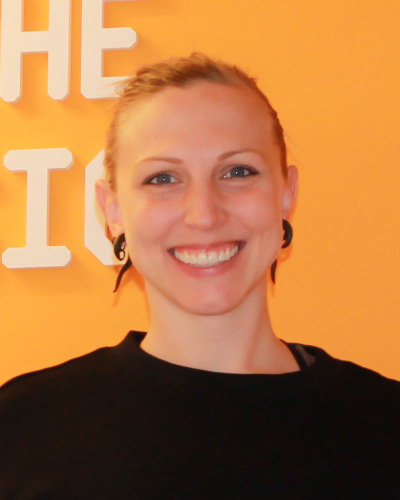
Vega Ranstam, 2017.

Kvinnonamnet Vega har arabiskt ursprung (arab. waqi 'fallande, dykande'), det är identiskt med stjärnan Vega i stjärnbilden Lyran (arabiska: nasr al-waqi'  ’den dykande gamen’).
Som svenskt kvinnonamn är det använt sedan 1874 och blev populärt via namnet på det fartyg som Nordenskiöld seglat genom Nordostpassagen med 1878 till 1880. Som en hyllning till Nordenskiöld och hans expedition infördes namnet i almanackan 1901 på det datum då Vega återkom till Stockholm. 
Namnet är ovanligt bland vuxna idag. Trenden är dock just nu uppåtgående. Den 31 december 2005 fanns det totalt 1 413 personer i Sverige med namnet Vega, varav 815 med det som tilltalsnamn. År 2003 fick 23 flickor namnet, varav 14 fick det som tilltalsnamn[källa behövs].
Namnsdag i Sverige: 24 april. I den finlandssvenska namnsdagslängden hade Vega namnsdag 9 oktober 1929–1949.
Vega är också ett spanskt efternamn, som betyder "(boende på) ängen". På fornnordiska betyder ordet "vägar" och nämns i Alvíssmál som vanernas namn på jorden.

## Personer med efternamnet Vega
- Lope de Vega
- Paz Vega
- Suzanne Vega